# Henning Rasmussen
Henning Peter Kruse Rasmussen (ur. 26 maja 1926 w Viborgu, zm. 4 marca 1997 w Esbjergu) – duński polityk, ekonomista i samorządowiec, działacz Socialdemokraterne, poseł do Folketingetu i jego przewodniczący od 1993 do 1994, minister w dwóch rządach Ankera Jørgensena.

## Życiorys
W 1957 ukończył studia ekonomiczne na Uniwersytecie Aarhus. W międzyczasie był pracownikiem m.in. urzędu statystycznego i biura finansowego, później zatrudniony jako nauczyciel. Działał również w socjaldemokratycznej młodzieżówce Danmarks Socialdemokratiske Ungdom. W latach 1958–1959 i od 1962 był radnym Esbjergu. Od 1960 do 1964 z ramienia Socialdemokraterne sprawował mandat deputowanego do Folketingetu. W 1964 objął stanowisko burmistrza Esbjergu, które zajmował do 1979. W latach 70. był także radnym regionu Ribe Amt, kierował też zrzeszającą różne samorządy organizacją Kommunernes Landsforening.
W latach 1979–1981 był ministrem spraw wewnętrznych i sprawiedliwości, następnie do 1982 ministrem spraw wewnętrznych. Od 1981 do 1994 ponownie zasiadał w duńskim parlamencie, w latach 1993–1994 pełnił funkcję jego przewodniczącego.